# Rezervația Maningoza
Rezervația specială Maningoza este o rezervație naturală 9.826 de hectare (24.280 de acri) din Madagascar. A fost creată în 1956 pentru a proteja numeroasele plante și animale endemice și conține, de asemenea, unele dintre ultimele zone rămase de pădure uscată de foioase de pe insulă.

## Geografie
Rezervația Specială Maningoza a fost înființată în 1956 și se află în regiunea Melaky din Madagascar. Rezervația se află la est de Antsalova și cea mai apropiată unitate de cazare la hotel se află în Besalampy. Se poate ajunge cu barca pe râul Manambolo, deși rezervația este accesibilă doar turiștilor în timpul sezonului uscat. Acesta conține una dintre ultimele zone rămase de pădure tropicală uscată de pe insulă și are un climat uscat, cu o temperatură medie de 24 °C (75 °F). Precipitațiile anuale sunt 1.100 mm (43 in) și se încadrează în cea mai mare parte în timpul sezonului musonic care este între noiembrie și aprilie. Pădurea crește pe sol bogat în fier (sau feritic) care se formează datorită intemperiilor chimice a majorității mineralelor; cu excepția cuarțului. Există o acumulare de minerale secundare și argile, cum ar fi gibbist, goethit și caolinit, și o acumulare de humus. Oamenii care trăiesc în satele din jurul rezervației, sunt dependenți de resursele sale și folosesc pământul pentru pășunat zebu, și cultivă manioc, porumb și orez.

## Floră și faună
Cel mai mare habitat, în cadrul rezervației are 5.611 hectare (13.870 acri)  și este subtropical pădure umedă care este una dintre ultimele rămase în Madagascar. Există, de asemenea, peste 2.600 hectarei (6.400 acri) de savană inclusiv o zonă mică cu palmieri și 7 hectare (17 acri) de bambus. Păsările sunt slab studiate cu cincizeci și două de specii înregistrate, inclusiv douăzeci și cinci de endemice. O serie sunt de interes pentru conservare, cum ar fi asitatea lui Schlegel (Philepitta schlegeli) care este clasificată de Uniunea Internațională pentru Conservarea Naturii (IUCN) ca eniar amenințate din cauza pierderii habitatului. Alte păsări rezidente includ coua uriașă (Coua gigas), coua lui Coquere (Coua coquereli), vanga cu cioc de seceră (Falculea palliata) și țesătorul Sakalava (Ploceus sakalava).
Dintre cele cincisprezece specii de mamifere din rezervație, cinci sunt lemur. Sifaka lui Verreaux (Propithecus verreauxi) este cea mai îngrijorătoare pentru IUCN, care este considerat a fi pe cale de dispariție, și lemurul brun comun (Eulemur fulvus) care este aproape amenințată. Ceilalți lemuri sunt, lemurul de bambus mai mic din est (Hapalemur griseus), lemurul șoarece gri (Microcebus murinus) și lemurul pitic cu coadă grasă (Cheirogaleus medius).
Este străbătută de râul Manambolo.